# (405) Thia
(405) Thia (1895 BZ) – planetoida z pasa głównego asteroid okrążająca Słońce w ciągu 4 lat i 57 dni w średniej odległości 2,58 j.a. Została odkryta 23 lipca 1895 roku w Observatoire de Nice w Nicei przez Auguste Charloisa. Nazwa planetoidy pochodzi od Tei (Theia), która była tytanidą w mitologii greckiej. Przed jej nadaniem planetoida nosiła oznaczenie tymczasowe (405) 1895 BZ.